# Прокупец, Наум Лейбович
Нау́м Ле́йбович Про́купец (род. 20 марта 1948, Бессарабка, Чимишлийский район, Молдавская ССР) — молдавский советский гребец, семикратный чемпион СССР, двукратный призёр чемпионатов Европы (1967, 1969), чемпион мира (1971), призёр Олимпийских игр (1968) по гребле на каноэ. Заслуженный мастер спорта СССР (1971).

## Биография
Родился в селе Бессарабка (ныне райцентр Бессарабского района Молдовы) в 1948 году. Его отец Лейб Прокупец (1917—1991) работал кондитером, мать Клара (Хая, 1924—1999) была медицинский сестрой. В 1957 году семья переехала в Кишинёв, где Н. Л. Прокупец начал тренироваться у Александра Кирпиченко.
Выступал за спортивное общество «Трудовые резервы» (Москва, тренер — Анатолий Гришин). В период с 1967 по 1972 год семь раз становился чемпионом СССР в различных дисциплинах.
В 1967 году выиграл бронзовую медаль на первенстве Европы в классе каноэ-одиночек на дистанции 10 000 метров.
На Олимпийских играх 1968 года в Мехико завоевал бронзовую награду на дистанции 1000 метров на каноэ-двойке (с Михаилом Замотиным).
В 1971 году вместе с Александром Виноградовым стал чемпионом мира на каноэ-двойке на дистанции 10 000 метров.
С 1991 года живёт в городе Нацрат-Илит (Израиль), работает на заводе микроэлектроники «Флекстроникс» в Мигдаль ха-Эмеке.